# Fulla borruda
La fulla borruda (Verbascum thapsus) és una espècie de planta de la família de les escrofulariàcies. Pels seus usos medicinals, folklòrics i tecnològics rep innumerables noms populars, que son igualment usats per a anomenar altres tàxons com són herba blenera, trepó joanal, tripó, jovenal, candelera o cua de guilla.
És originària d'Euràsia. Als Països Catalans hi ha tres subespècies essent rar o nul en les contrades molt poc plujoses. A Catalunya arriba fins als 2.000 metres d'altitud. Floreix de juny a novembre.
És una planta herbàcia biennal que arriba fins a una alçada de dos metres. És densament estel·lato-tomentosa grisenca o groguenca no glandulosa. Les fulles, que tenen disposició alternada i tacte com de cotó, el primer any creixen en forma de roseta i el segon s'espiguen i poden arribar a 2 metres d'alt. Les flors es fan en una inflorescència amb aspecte d'espiga compacta, són grogues i els fruits en càpsula.